# Agis IV van Sparta
Agis IV (Grieks: Ἆγις) (265 v. Chr. - 241 v. Chr.) was een koning van Sparta uit het huis der Eurypontiden.
Hij regeerde maar korte tijd, van 244 tot 241 v.Chr., maar raakte welbekend om zijn poging tot hervorming van de Spartaanse maatschappij. Er waren in het Sparta van de 3e eeuw v.Chr. nog maar 700 personen die het burgerrecht bezaten en aldus beschikten over alle politieke rechten; alle beschikbare grond was hun eigendom.
Agis wilde het aantal burgers verhogen tot 4500 en het grondbezit herverdelen, waarbij ook een zeer groot aantal personen zonder burgerrecht zou meeprofiteren. Zware hypotheeklasten moesten op grote schaal kwijtgescholden worden. Al deze hervormingen moesten een positief klimaat scheppen en Sparta opnieuw weerbaar maken. De idealistische koning, die begon met zijn privé-vermogen ter beschikking te stellen, kon zijn plannen echter niet volbrengen. Zijn tegenstanders misbruikten de eforen en zijn nevenkoning uit de Agiaden, Leonidas II, om met hem af te rekenen. Tijdens zijn afwezigheid greep Leonidas naar de macht en Agis IV werd bij zijn terugkeer in 241 door de oppositie uit de weg geruimd, samen met zijn moeder en grootmoeder, die zijn plannen hadden gesteund.
Zijn werk werd later voortgezet door Cleomenes III, zoon van Leonidas.